# André de Laat
André de Laat (Tilburg, 17 september 1908 - Oosterbeek 14 oktober 1989) was een Nederlandse pianist, accordeonist en componist, die werkzaam was in zowel amusementsmuziek als klassieke muziek. 
Hij debuteerde in 1921 als pianist in het ensemble van zijn vader, de zanger-humorist August de Laat en begeleidde vanaf 1926 zijn vader bij radio-optredens voor HDO (voorloper van de AVRO), KRO, PHOHI (draadomroep voor kolonialen in Indonesië) en de Vlaamse KRO.
Vanaf 1927 liet De Laat zichzelf regelmatig vervangen door zijn zuster Caroline, omdat hij inmiddels onder meer met een eigen jazzorkest optrad. Uiteindelijk zou Caroline hem in het ensemble van August de Laat definitief opvolgen. André werkte nog wel regelmatig mee aan plaatopnames van zijn vader, onder meer in 1934 en 1935. Zelf toerde André als amusementspianist door Duitsland, België en Zwitserland. Hij speelde onder meer samen met pianisten als Guus van Opstal en Nico de Rooij. Ook begeleidde hij de Tilburgse crooner Lammy van de Hout.
In 1948 speelde André de Laat in het Amsterdamse Amstelhotel op het inhuldigingsfeest van koningin Juliana.     
Ook was hij enige tijd solist in het Amsterdamse Tuschinski-orkest.
Verder speelde De Laat veel op cruiseschepen (zoals de Holland-Amerika Lijn) en in hotels (onder meer regelmatig in het al eerder genoemde Amstelhotel, het Arnhemse Rijnhotel en het Hamburgse Hotel Esplanade). Begin jaren tachtig was hij nog enige tijd werkzaam in Spanje. Door de gevolgen van een handblessure moest hij uiteindelijk zijn carrière echter beëindigen.  
André de Laat is een neef van humorist Ko de Laat Senior en een achterneef van dichter/performer Ko de Laat.